# Jacqueline Taïeb
Jacqueline Taïeb (* 9. listopadu 1948 Tunis) je francouzská zpěvačka a hudební skladatelka. Pochází z rodiny tuniských Židů, která se ve Francii usadila v roce 1956. Ve druhé polovině šedesátých let patřila k teenagerským idolům v žánru yé-yé, jako autorka a interpretka písně „7 heures du matin“ byla oceněna na hudebním veletrhu Midem 1967 v Cannes. V roce 1988 se její balada „Ready To Follow You“ v podání americké černošské zpěvačky Dany Dawsonové stala singlovým hitem. V roce 2005 vydala album Jacqueline Taïeb is back. V roce 2011 oslavila tuniskou revoluci v písni „Dégage song“.